# TransferJet
TransferJet é um sistema de transferência de arquivos sem fio desenvolvido pela Sony.
Permite a transferência de arquivos baseada em simples toques entre os aparelhos a uma velocidade incrivelmente alta de 560 Mbps, já sendo considerado o substituto dos cabos USB. O funcionamento é unir a velocidade da tecnologia UWB - sigla para Ultra Wide-Band, ou “banda ultralarga”, presente em equipamentos que permitem a conexão através de uma espécie de rede sem fio de curto alcance, como teclados e mouses wireless, com a facilidade dos aparelhos com NFC (sigla em inglês para Comunicação de Campo Próximo), que funcionam de maneira semelhante ao Bluetooth, através de conexão de alta frequência.

Por utilizar um sinal de baixa frequência (4,48 GHz), o alcance máximo do sinal TransferJet é de aproximadamente 3 cm, o que permite o sistema de toque e aproximação, além de não sofrer qualquer tipo de interferência. Com isso pode-se compartilhar dados via TransferJet enquanto se utiliza o Bluetooth e/ou o sinal wireless.
Está sendo implantado no mercado de eletrônicos desde o início de 2011 pela Sony, além de Casio, Pioneer, Sharp, Panasonic, Seiko, Toshiba estarem produzindo seus primeiros produtos com esta tecnologia. Os líderes e especialistas em câmeras digitas Canon, Nikon, Olympus e JVC também assinaram contrato para implementação do sistema, visto como grande vantagem para o setor.